# Шахгалдян, Каваленко Суренович
Кавале́нко Суре́нович Шахгалдя́н (арм. Կավալենկո Շահգալդյան; род. 14 ноября 1946, Алапарс, Армянская ССР) — армянский государственный деятель, губернатор Котайкской области Армении (2001—2014).

## Биография
- 1964—1969 — механический департамент заочного факультета Ереванского политехнического института.
- 1991—1996 — экономический факультет Ереванского института внешних экономических связей и управления. Международный экономист.
- 1963—1974 — работал на Чаренцаванском станкостроительном заводе в качестве конструктора, мастера, затем начальником цеха.
- 1974—1984 — мастер на Чаренцаванском автогрузовом заводе, начальник инструментного, кузнечного и комплектующего цехов.
- 1984—1989 — начальник производства объединения «Армавто».
- 1989—1992 — заместитель главного директора по производству, затем первый заместитель главного директора объединения «Армавто».
- 1992—1999 — главный директор объединения «Армавто».
- 1999—2001 — мэр города Чаренцаван.
- 2001—2014 — марзпет (губернатор) Котайкской области. Член партии «РПА».
- С 2014 — советник премьер-министра Армении[1].